# František Nosál
František Nosál (7. dubna 1879 Těšice – 27. července 1963 Praha) byl československý generál a politik.

## Biografie
Narodil do rodiny Františka Nosála st. a jeho manželky Kateřiny, rozené Buškové. Roku 1901 absolvoval vyšší reálku v Hodoníně ukončenou maturitou 26. června 1901. Poté nastoupil na Vysokou školu technickou v Praze. Státní zkoušku složil 12. července 1907.
Následné nastoupení u expozitury vodních cest v Přerově mělo trvání jen do března roku 1908, kde začal pracovat jako inženýr u Zemského výboru sídlící v Brně. Po vypuknutí první světové války odchází jako velitel ženijního oddílu domobraneckého pluku 17 na ruskou frontu. 22. března 1915 byl zajat ruským vojskem.
Následně prošel zajateckými tábory jako Vrchní Mully, Perm Ilobodský, Jekatěrinburg a Astrachaň. V posledním jmenovaným táboře se 1. července 1916 přihlásil do československé legie. 7. července byl povýšen na velitele 2. roty. 1. září velitelem I. praporu a 1. února 1919 dokonce samotného 8. československého střeleckého pluku.
Do Československa se navrátil v létě roku 1920. S plukem byl zařazen do Opavy.
1. května 1919 se podplukovník František Nosál stal vojákem z povolání. 13. září byl přidělen k ministerstvu národní obrany. V prosinci roku 1921 byl povýšen do hodnosti plukovníka. Roku 1922 dokonce na brigádního generála.
20. března 1935 byl jmenován do funkce poradce armádního generála Ludvíka Krejčího v řídícím orgánu výstavby československého opevnění, Rady pro opevňování.
1. května 1928 byl povýšen na divizního generála. Od září 1938 zastával funkci ministra veřejných věcí. Po okupaci Československa se stáhl do ústraní a podporoval protifašistický odboj. Stal se také členem chrudimské odbojové skupiny Obrana národa. V květnových dnech roku 1945 se stal hlavním organizátorem květnového povstání v Chrudimi.
Po válce pracoval na ministerstvu národní obrany až do ledna roku 1947, kdy byl pensionován. V dubnu roku 1949 byl zatčen policií a vyslýchán z podezření na protistátní jednání. Následně byl v Praze souzen a odsouzen k dvaceti letům odnětí svobody. V říjnu 1954 byl propuštěn. Zemřel o devět let později, 27. července 1963. Roku 1970 byl rehabilitován. Je pohřben na hřbitově v Mikulčicích.
V roce 2010 mu byla v rodné obci odhalena pamětní deska. Jejím autorem je akademický sochař Jaroslav Jurčák.

## Vyznamenání
| Řád svatého Stanislava, II. třídy s meči | Řád svatého Stanislava, II. třídy s meči |
| Válečný kříž                             | Válečný kříž                             |
| Řád sokola, vojenská skupina s meči      | Řád sokola, vojenská skupina s meči      |
| Řád za vynikající službu                 | Řád za vynikající službu                 |
| Válečný záslužný kříž                    | Válečný záslužný kříž                    |
| Československý válečný kříž 1914–1918    | Československý válečný kříž 1914–1918    |
| Československá revoluční medaile         | Československá revoluční medaile         |
| Medaile vítězství                        | Československá medaile Vítězství         |
| Řád čestné legie, IV. třídy – důstojník  | Řád čestné legie, IV. třídy – důstojník  |